# Emma (manga)
Emma es un manga de romance histórico de la mangaka Kaoru Mori. Fue publicado por Enterbrain en la revista mensual Comic Beam y recogido en 10 tomos. En España ha sido editado por Planeta de Agostini, dejando la serie inconclusa en el número 8. La serie ha sido adaptada al anime con el nombre de Emma - A Victorian Romance (英國戀物語エマ Eikoku Koi Monogatari Emma?) que consta de 12 episodios y 'Emma Victorian Romance Second Act, una segunda temporada que consta de otros 12 capítulos. Así mismo, también se ha escrito una novela en dos tomos, basada en el manga, con el mismo nombre: Emma, escrita por Saori Kumi y editada por Genko Books. Basada en el popular manga, la novela profundiza en la psicología de los personajes y revela los detalles más íntimos y los secretos de los protagonistas.
La historia se sitúa en el Londres victoriano de finales del siglo XIX, Emma, la protagonista, es una criada que se enamora de un miembro de la burguesía. Sin embargo, la familia de él desaprueba su relación con un miembro de la clase baja.

## Descripción
Tanto el manga como las versiones anime, son casi únicos en su género, ya que apenas existen historias de este tipo en las que no se introduzcan elementos de fantasía o de algún otro tipo. La autora e ilustradora del manga, Kaoru Mori, se describe a sí misma como anglófila, recreando con gran meticulosidad el Londres de 1895.
En Japón su popularidad ha sido tal, que incluso se inauguró en Shinjuku un Cafetería inspirada en el manga, igualmente ha despertado un enorme interés el cosplay de las criadas inglesas.

## Argumento
Las clases sociales están perfectamente delimitadas en la estricta sociedad del Londres victoriano. Emma, la criada de una humilde institutriz retirada, la señora Stownar, lo sabe mejor que nadie. Pero cuando un antiguo discípulo de su señora, el joven William Jones, hijo mayor de una de las familias burguesas más acaudaladas del país, reaparece en sus vidas, todo cambiará para los dos jóvenes. Quienes no sólo tendrán que enfrentarse a sus miedos y sus dudas frente al floreciente sentimiento que empieza a nacer entre ambos, sino también al abierto rechazo de la sociedad, así como a la completa oposición de la familia Jones frente a su relación. 

## Personajes
Emma (エマ Ema?)
- Seiyuu: Yumi Touma

Doblaje (Hispanoamérica): Irina Índigo
Es el personaje principal de la historia. Se enamora de William desde la primera vez que se ven, sin embargo, Emma conoce cual es su posición social y durante algún tiempo intenta eludir sus sentimientos por el joven Jones.
Proviene de un pueblo costero de la zona de Yorkshire, donde sobrevivía malviviendo con unos parientes, hasta que fue raptada para ser vendida a un burdel
```
decide acogerla en su casa como su criada. Bajo la protección de la señora Stownar, no sólo aprendió las tareas de una criada, sino también a 
leer
, 
escribir
 y algunas otras cosas como 
francés
.
```

Tras la muerte de la señora Stownar, y huyendo de la imposible relación con William, Emma intenta volver a su pueblo natal, pero en el viaje conoce a una criada, que trabaja para la familia Mölders, unos acaudalados burgueses alemanes que acaban de trasladarse a un castillo en York. Finalmente, Emma es contratada por los Mölders como una de sus decenas de sirvientes. Allí, gracias a su fluido inglés y a los particulares gustos de su nueva señora, pronto se convierte en una de las criadas favoritas, sobre todo a la hora acompañarla en los viajes, en uno de los cuales tendrá que volver a Londres y enfrentarse con todo lo que dejó atrás.
William Jones (ウィリアム・ジョーンズ Wiriamu Jōnzu?)
- Seiyuu: Tokuyoshi Kawashima

Doblaje (Hispanoamérica): Dave Ramos
El coprotagonista. Es el hijo mayor y heredero de la "Casa Jones", una muy acaudalada familia de comerciantes de clase media que intenta ascender a la nobleza. Como heredero, la tensión que soporta es enorme, no solo por tener que sustituir a su padre al frente del negocio sino también por tener que casarse con alguna joven de familia rica, preferentemente perteneciente a la nobleza. Sin embargo William empieza a sentir algo por Emma desde la primera vez que la ve, de modo que comienza a encontrarse con ella cuando vuelve del mercado de camino a casa de la señora Stownar. William le habla a su padre sobre Emma, pero él se niega a dar su consentimiento para que su hijo se relacione con una mujer de categoría social inferior, e insiste en la necesidad de que contraiga matrimonio con alguna chica de su misma condición, en concreto con Eleanor Campbell.
Tras la marcha de Emma de la ciudad, William cambia drásticamente. Comienza a trabajar muy duro, asistiendo a gran cantidad de reuniones sociales y haciéndose cargo del negocio familiar. Esforzándose en comportarse tal y como su padre espera de él pero sin poder olvidarse de Emma. Y aunque finalmente William cede ante las presiones de su familia, el destino es caprichoso y un viaje de los Mölders a Londres, hará que todo tome un nuevo rumbo.
Kelly Stowner (ケリー・ストウナー Kerī Sutounā?)
- Seiyuu: Taeko Nakanishi

Doblaje (Hispanoamérica): Rebeca Manríquez
Es la señora de Emma y antigua institutriz de William. Se casó muy joven, pero a los dos años se quedó viuda. Joven, culta y sin hijos, decidió convertirse en institutriz, fue tutora de William y alguno de sus hermanos, educándoles con mano de hierro. Fue justo antes retirarse cuando conoció a Emma y decidió llevarla a su casa como su criada.
Kelly fue quien enseñó a Emma las tareas de la casa, a leer y escribir, además actuó de unión entre la joven y su antiguo alumno, deseando que algún día los dos jóvenes pudieran llegar a estar juntos.
Hakim Atawari (ハキム・アタワーリ Hakimu Atawāri?)
- Seiyuu: Yuji Ueda

Doblaje (Hispanoamérica): Ricardo Bautista
El mejor amigo de William, es un príncipe de la India, que actúa como antagonista de William. Ambos asistieron al Eton College. Hakim es un mujeriego, bastante sociable y excesivamente honesto para la estricta sociedad victoriana y representa todo lo contrario al carácter reservado y tímido de William. Hakim suele hacerse acompañar en sus viajes de un harén, de decenas de sirvientas y de elefantes. Y al igual que William, también se queda encandilado de Emma desde la primera vez que se ven.
Su estancia en Inglaterra se prolonga simplemente porque quería ver cómo progresaba la relación entre Emma y William. Cuando se enteró de que Emma estaba enamorada de William, trató de acelerar la relación de ambos, pero cuando ella le dijo que iba a volver a su ciudad natal no hizo ningún esfuerzo para evitarlo.
Eleanor Campbell (エレノア・キャンベル Erenoa Kyanberu?)
- Seiyuu: Sanae Kobayashi

Doblaje (Hispanoamérica): Luz Menchaca
Es la hija menor de un Vizconde, que se enamora de William. Sus sentimientos hacia él son reforzados por malentendidos provenientes de la cortesía de William y el interés de las familias de ambos. Aunque ella desciende de la nobleza, la situación económica de su familia va en declive, por ello aunque su padre odia a los Jones, ya que los considera de clase inferior a la suya. El vizconde está dispuesto a hacer lo que sea porque ese matrimonio se lleve a cabo.
Eleanor es una chica muy tímida, pero al mismo tiempo siempre está tratando de llamar la atención de William. Es muy tímida cuando William está cerca, pero finalmente es capaz de decirle sus sentimientos cuando están viendo la ópera. Ella está (casi) siempre acompañada por su fiel criada Annie, que cuida de ella desde que era una niña.
Al (アル Aru?)
- Seiyuu: Tomomichi Nishimura

Doblaje (Hispanoamérica): Daniel Lacy
Un manitas de la localidad que conoció al marido de la señora Stowner, Doug, cuando eran niños. A menudo ella lo llama con la excusa de que le arregle las cosas de su casa y aprovecha para compartir con él sus preocupaciones acerca de Emma. La relación de Al con Kelly es ambigua. La mayoría de las veces, por sus bromas parecen más bien comportarse como hermanos.
Sarah (サラ Sara?)
- Seiyuu: Yōko Honna

Doblaje (Hispanoamérica): Montserrat Aguilar
Un personaje secundario y la dependiente de Leyton, una tienda de Londres que es frecuentada por los personajes de la serie. Al igual que Emma, Sarah ha llamado la atención de muchos jóvenes de mejor o peor posición. A diferencia de Emma, Sarah es poco reservada pero esto no es, sin embargo, en menoscabo de su encanto. A menudo, sus comentarios sirven para estimular los diversos personajes, para que tomen una decisión y actúen.
Stevens (スティーブンス Sutībunsu?)
- Seiyuu: Hiroki Touchi

Doblaje (Hispanoamérica): Arturo Echeverría
El mayordomo de la familia Jones. Suele hacer de intermediario entre William y su padre. Su lealtad para con el jefe de la casa, el señor Jones, a menudo le lleva a mostrarse indiferente ante las dificultades de William en su noviazgo con Emma.
Hans (ハンス Hansu?)

## Contenido de la obra

### Anime
El manga fue adaptado a una serie de anime para televisión, titulada Emma – A Victorian Romance, dirigida por Tsuneo Kobayashi, con guion de Mamiko Ikeda y producida por Pierrot y TBS. La primera temporada se estrenó entre el 2 de abril y el 18 de junio de 2005 en Japón en varias cadenas de televisión UHF, BS-i y la cadena de televisión CS Animax. Posteriormente, la serie también se emitió en sus respectivas cadenas a nivel mundial, incluyendo Hong Kong y Taiwán, y se tradujo y dobló al inglés para sus cadenas en inglés en el Sudeste Asiático, el Sur de Asia y otras regiones.
En marzo de 2024, Anime Onegai adquirió los derechos de transmisión de la serie en América Latina junto con su doblaje latino.

## Banda sonora
La mayoría de los temas son a Flautas dulces o de pico (en tesituras Soprano, Alto, Tenor y Bajo) todos estos son instrumentos de viento como las flautas y fueron muy usados en la era Medieval, Renacimiento, y comienzos del Barroco.
El Opening es de Silhouette of a Breeze. El Ending es "Rondó of Lilybell" interpretado en clave. La música está compuesta, arreglada e interpretada por Kunihiko Ryo, en el Atom Heart Mother Studio (Karuizawa).